# 이광희 (신학자)
이광희(李光熙, 1958년 8월 3일~)는 대한민국의 신학자, 목회자이며 평택대학교 피어선신학전문대학원의 실천신학 명예교수이다.
대한민국 해군 군목(1983-1986년)으로 사역하였으며, 개혁신학회 회장을 역임하였다. 교회성장학, 예배학, 영성신학, 그리고 교육목회에 관심을 가지고 저술 및 강의를 하고 있다. 평안밀알복지재단 이사,  한국신학회 이사, 여주밀알선교회 이사, 그리고 순교자의소리 자문위원과 한국군선교신학회 연구위원이다. 가족으로는 부인인 백석대학교 사회복지학부 최경화 교수 사이에 1녀(지은, 미국 뉴욕주립대학교(버팔로) 정치학과 교수) 1남(Joshua, 미국 실리콘밸리 루시드 전기차 선임연구원)이 있다. 충남 논산시 강경 출신으로 청주시 이용희치과의원 이용희 원장과 대전시 서울가정의학과의원 이문희 원장이 동생이다.

## 학력
- 미국 풀러 신학교 (Fuller Theological Seminary, D.Min.)
- 미국 웨스트민스터 신학교 (Westminster Theological Seminary, Th.M.)
- 총신대학교 신학대학원, M.Div. equiv.
- 총신대학교 종교교육학과, B.A.

## 경력
- 해군 군목(1983-1986년)
- 평택대학교 교목실장
- 평택대학교 피어선성경연구원 원장
- 평택대학교 신학전문대학원 원장
- 개혁신학회 회장 역임
- 웨스트민스터 신학교 한국동문회 회장 역임
- 현 여주밀알선교회 이사
- 현 한국군선교신학회 연구위원
- 현 개혁신학회 자문위원
- 현 순교자의소리 자문위원
- 현 한국신학회 이사
- 현 한국성경적상담학회 이사
- 현 평안밀알복지재단 이사
- 현 성지교회 협동목사
- 현 한국기독교한림원 정회원
- 현 평택대학교 피어선기념학원 학예연구사

## 저서
- 선교학실천하기, 미지기획, 2021.
- 목회학실천하기, 미지기획, 2020.
- Doing Theology: A Practical Application of God's Word, Mizidesign, 2016.
- 신학실천하기, 미지디자인, 2015.
- 기독교신앙교육, 미지디자인, 2013.
- 사랑으로 역사하는 믿음, 미지디자인, 2013.
- 성경적인 교회성장의 이론과 실제, 글로벌, 1999.
- 피어선목사의 생애와 사상, 평택대학교, 1999.

## 공저
- 한동구 외, 교육전도사핸드북, 퍼플, 2018.
- 복음주의실천신학회 편, 복음주의 교회성장학, 생명의말씀사, 2012.
- 복음주의실천신학회 편, 복음주의 목회학, CLC, 2009.
- 신현수 외, 기독교알기, e컴비즈넷, 2006.
- 홍성국 외, 기독교신앙의 이해, 바울서신, 2000.
- 복음주의실천신학회 편, 복음주의실천신학개론, 세복, 1999.
- 김성봉 외, 빈야드운동 무엇이 문제인가, 한국교회문화사, 1996.
- 총회전도부 편, 21세기를 대비한 교회의 전도전략, 영문, 1995.

## 역서
- 아더 피어선, 기독교 신앙변증, 평택대학교, 2015.
- 아더 피어선, 시에라리온 7년의 간증, 평택대학교, 2012.
- 아더 피어선, 선교의 위기, ID Printing, 200
- 아더 피어선, 설교자를 위한 자료모음집, 보이스사, 2004.
- 아더 피어선, 징계속의 사랑, 생명의 말씀사, 1998.

## 논문
- "차별금지 조항의 '성적지향(동성애문제)'에 대한 한국교회 신학실천 방안," 개혁논총 제45권(2018): 9-51.
- "창의적 접근지역(중국)에 대한 동아시아선교회(EAM)의 현장중심적 선교," 피어선신학논단 제6권(2017):100-131.
- "아더 피어선의 '재세(침)례' 배경과 의미에 관한 해석," 피어선신학논단 제5권(2016): 110-134.
- “설교에 있어서 본문과 상황의 이분법 문제 해결을 위한 연구”, 복음과 실천신학 제 33권(2014): 140-163.
- “WCC 논쟁점을 통해 본 한국의 교회성장 전망”, 한국신학논총 (2014): 442-473.
- “Toward a Philosophy of Christian Education: Study on the Philosophical Question of ‘Reality’ with a Christian World View”, 복음과 신학 13 (2011): 91-106.
- “한국적 다문화 상황에서의 목회 패러다임 전환에 관한 연구”, 성경과 신학 60 (2011): 85-108.
- “목회자의 ‘영성진단과 훈련’에 관한 연구”, 복음과 신학 11 (2009): 90-110.
- “목회 신학적 관점에서 본 ‘한국교회의 다문화 가족 사역’에 관한 연구”, 개혁논총 11 (2009): 371-393.
- “예장(합동)의 ‘여성신학 논쟁에 대한 보완적 고찰”, 복음과 신학 10 (2008): 192-218.
- “정정숙 교수의 개혁주의 여성신학”, 신학지남 297 (2008): 96-131.
- “교회의 선교적 기능회복을 위한 ‘평신도목회 패러다임 전환’에 관한 연구”, 현상과 인식 31 (2007): 175-194.
- “교회성장학적 관점에서 재조명한 A. T. Pierson의 선교목회관”, 복음과 신학 6 (2003): 101-123.
- “예배학적 관점에서 본 예배현황에 대한 비판적 고찰”, 평택대학교 논문집 17 (2003): 3-21.
- “예배신학과 예배의식의 관계 속에서 본 한국교회 예배개혁 및 갱신에 대한 연구”, 교회와 문화 11 (2003): 124-154.
- “한국 기독교대학 채플 현황 및 개선방안 연구”, 복음과 신학 5 (2001): 123-138.
- “한국교회의 설교와 기독교교육에 있어서 이원화문제 해결을 위한 적용문제 연구”, 복음과 신학 4 (2001): 158-171.
- “An Evaluation of Soeren Kierkegaards Understanding of Christianity”, 사회과학연구 4 (2000): 179-198.
- “Toward Liturgical Reformation of Korean Church”, 복음과 신학 3 (2001): 189-214.
- “A Study on the Theological Contextualization of Worship in Korean Context”, 복음과 신학 2 (1999): 333-359.
- “개혁주의 영성이해를 위한 소고: 총체적영성을 위하여”, 복음과 신학 2 (1999): 282-332.
- “A Study of Evangelical Social Concerns: Toward Theological Harmony” 평택대학교 논문집 11 (1999): 1-16.
- “A Theological Criticism of the Existential Attitude toward the Absurdity in Virgil Gheorghiu’s The Twenty-fifth Hour and Albert Camus’ The Plague”, 사회과학연구 2 (1998): 275-287.
- “축복개념을 통해 본 교회성장과 성령 사역: 교회 성장학파의 성령론 평가”, 성경과 신학 20 (1996): 465-507.
- “실천신학적 관점에서 본 빈야드 운동”, 복음과 신학 1 (1996): 139-161.
- “Toward a Renewal of Korean Church Worship (I)”, 복음과 신학 1 (1996): 78-112.
- “한국교회 개척현황과 개척 전략”, 월간목회 1 (1995).
- “지역사회의 요청에 응답하는 교회가 성장한다”, 월간목회 11 (1994): 180-191.
- “예수사랑, 사랑실천으로 인천을 성시화시킨다”, 월간목회 10 (1994): 148-162.
- “신도시 개척교회 성장의 요건은 무엇인가”, 월간목회 9 (1994): 206-218.
- “끊임없는 개혁과 교회분립을 통한 확장 성장”, 월간목회 8 (1994): 165-176.
- “교회목회에 승부를 걸었다”, 월간목회 7 (1994): 159-169.
- “심령부흥이 교회부흥의 뿌리였다”, 월간목회 6 (1994): 178-191.
- “쉽게 접근하여 주인되는 교회”, 월간목회 5 (1994): 175-186.
- “어떤 프로그램도 말씀강해보다 우선할 수 없다”, 월간목회 4 (1994).
- “‘생활복음’으로 신도시를 생명화시킨다”, 월간목회 3 (1994): 175-186.
- “삶의 현장에서 섬김을 통한 교회성장을 추구한다”, 월간목회 2 (1994): 168-179.
- “‘구령목양’의 열정으로 성장하는 교회”, 월간목회 1 (1994).

## 학위논문
- A Pastoral Evaluation of Korean Church Growth in Light of the Concept of Blessing in Traditional Shamanism: Toward A Contextual Theology of Blessing, D.Min. Dissertation, Fuller Theological Seminary, 1993.
- Evaluation of Minjung Theology from the Reformed Position: Critique of Its Religious Ground Motive”, Th.M. Dissertation, Westminster Theological Seminary, 1990.

## 같이 보기
- 개혁신학회
- 하비 콘
- 한국의신학자목록